# Seznam srbskih astronomov
Seznam srbskih astronomov.

## B
- Ruđer Josip Bošković (1711 – 1789)
- Stevan Bošković (1868 – 1957)

## Ć
- Živojin Ćulum (1911 – 1991)

## D
- (Fran Dominko 1903 – 1987)

- Petar Đurković (1908 – 1981)

## G
- Spiridon Gopčević (1855 – 1928)

## J
- Božidar Jovanović (1932 – 2008)

## K
- Zoran Knežević (1949 –)

## M
- Milutin Milanković (1879 – 1958)
- Vojislav Mišković (1892 – 1976)

## P
- Milorad B. Protić (1910 – 2001)

## R
- Branislav Rovčanin